# Artem Lukjanovič Vedelj
Artem Lukjanovič Vedelj (ukr. Артем Ведель Лук'янович - Artem Vedelj Lukjanovyč); (Kijev, 1767. – Kijev, 14. srpnja 1808.), ukrajinski skladatelj, dirigent, pjevač i violinist. Uz skladatelje Maksima Berezovskog i Dmitra Bortnjanskog pripada ukrajinskoj Zlatnoj trojki koja je svoj glazbeni vrhunac imala u 18. stoljeću. Vedelj je također studirao filozofiju na prestižnom Kijevsko-mogiljanskom sveučilištu u Kijevu, gdje je i stekao svoje glazbeno obrazovanje. Skladao je niz kvalitetnih glazbenih djela i predstavlja jednog od najtalentiranijih klasničnih glazbenika u Europi, ipak Vedelj u svoje vrijeme iz političkih razloga nikada nije stekao status glazbenog umjetnika svoga ranga.
Vedelj je rođen u građanskoj obitelji oca Lukjana Vlasoviča Vedeljskog i majke Olene Grigorovič, porijeklom iz plemićke ukrajinske obitelji s prostora regije Podilja. Tijekom svog života Vedelj je proučavao, studirao i podučavao klasičnu crkvenu glazbu u Kijevu, Moskvi, Harkivu, Sankt Peterburgu i još nekim gradovima Ruskog carstva, ali je uvijek bio povezan s umjetničkim zbivanjima u rodnom Kijevu i kijevskim crkvenim središtem Pečerskom lavrom. Također je bio pritvaran i proganjan radi svojih anticentralističkih stajališta i zaštite staroslavenske crkvene tradicije. Njegova autorska djela su unatoč njihovoj umjetničkoj kvaliteti bila često zabranjivana. Do kraja svog života Vedelj je napisao oko 80 glazbenih kompzicija, od toga 31 zborski koncert, koji se i danas često čuju u pravoslavnim i grkokatoličkim crkvama širom svijeta.

## Vanjske poveznice
- Biografija Vedelja na ukrajinskom jeziku  Arhivirana inačica izvorne stranice od 16. veljače 2010. (Wayback Machine)
- Куземська Г. Православний подвижник Артем Ведель і… масонство — Бібліотека «Нашої Парафії»
- Куземська Г. Помолися за них, Україно! Максим Березовський. Артем Ведель — К., «ВіПОЛ», 2009.
- Група "музика українського бароко" на сайті "В Контакте", аудіозаписи (rus.)